# ميشيل كولون (دراج)
ميشيل كولون (بالفرنسية: Michel Coulon)‏ ولد بتاريخ 12 يناير 1947 في بلجيكا، هو دراج بلجيكي سابق. سبق أن شارك في دورة الألعاب الأولمبية الصيفية.

## روابط خارجية
- ميشيل كولون على موقع أرشيف الدراجات (الإنجليزية)
- ميشيل كولون على موقع إحصائيات الدراجات الإحترافية (الإنجليزية)
- ميشيل كولون على موقع أوليمبيديا (الإنجليزية)